# Ланца дель Васто
Ланца дель Васто (итал. Lanza del Vasto; 29 сентября 1901 года, Сан-Вито-деи-Норманни Италия — 5 января 1981 года, Эльче-де-ла-Сьерра Испания) — философ, поэт, писатель, скульптор, общественный деятель — сторонник концепции ненасильственного протеста.

## Биография
Джузеппе Джованни Луиджи Энрико Ланца ди Трабия-Бранчифорте родился 29 сентября 1901 года в городе Сан-Вито-деи-Норманни в Италии. Его отец Дон Луиджи Джузеппе Ланца ди Трабия-Бранчифорте, потомок сицилийской ветви аристократического рода дель Васто. Его мать Энн-Мари Генриетта Наутс-Оденкховен родилась в Антверпене в Бельгии.
В ранние годы Ланца дель Васто много путешествовал по Европе. В 1922 году поступил на юридический факультет Пизанского университета.
В декабре 1936 года, присоединившись к движению за независимость Индии во главе с Махатмой Ганди, дель Васто отправился в Индию. Ланца узнал о Ганди, прочитав о нём в книге Ромена Роллана. Он провёл шесть месяцев с Махатмой Ганди, затем в июне 1937 года он совершил паломничество к источнику реки Ганг в Гималаях. Там он увидел видение, в котором ему говорилось: «Вернитесь и найдете!» После этого видения дель Васто покинул Индию и вернулся в Европу. В разгар Арабского восстания в 1938 году он отправился в Палестину, в Иерусалим, затем в Вифлеем.
Он вернулся в Париж в то время, когда началась Вторая мировая война. Он написал несколько книг и поэзию, а в 1943 году опубликовал рассказ о своей поездке в Индию «Возвращение к источнику».
В 1948 году Ланца дель Васто основал Сообщество Ковчега. В 1954 году он вернулся в Индию, чтобы вместе с Винобой Бхаве участвовать в ненасильственной антифеодальной борьбе.
В 1957 году во время войны в Алжире дель Васто вместе с другими представителями общественности (генерала де Боллардьера, Франсуа Мориака, Роберта Баррата и др.), выражали свой протест против пыток в виде голодовки, которая продолжалась 21 день. В 1962 году Сообщество Ковчега создало общину в заброшенной деревне недалеко от Лодева в Сентонже, на юге Франции.
В 1965 году он провёл лекции на тему пацифизма в Национальном университете в городе Ла-Плата в Аргентине.
В 1972 году он, голодая в течение 15 дней, поддерживал фермеров плато Ларзак в их многолетней борьбе против расширения военной базы. В 1974 году сообщество ковчега поселилось в Ларзаке.
В 1970-х и 1980-х годах насчитывалось более ста общин Ковчега по всему миру, однако большинство из них были закрыты в 1990-х из-за конфликтов и отсутствия интереса к их работе и образу жизни. В 2000 году группы присутствовали только в нескольких регионах Франции, Бельгии, Испании, Италии, Эквадора и Канады.
Умер Ланца дель Васто 5 января 1981 года в Эльче де ла Сьерра недалеко от Альбасете.